# جونو تمپل
جونو وایولت تمپل (به انگلیسی: Juno Violet Temple) (زاده ۲۱ ژوئیه ۱۹۸۹) هنرپیشه انگلیسی است. از فیلم‌های معروف او می‌توان به بازی در جوی قاتل، سه تفنگدار، شاخ‌ها، مالیفیسنت، سال یکم، تد لاسو و ایفای نقش تدی پین در ونوم: آخرین رقص (۲۰۲۴) اشاره کرد.

## فیلم‌شناسی

### فیلم
| عنوان                             | نقش              | سال  |
| --------------------------------- | ---------------- | ---- |
| پاندایمونیوم                      | اما              | ۲۰۰۰ |
| یادداشت‌هایی بر یک رسوایی          | پولی هارت        | ۲۰۰۶ |
| سنت ترینیان                       | سیلیا            | ۲۰۰۷ |
| تاوان                             | لولا کوئینسی     | ۲۰۰۷ |
| دختر دیگر بولین                   | جین پارکر        | ۲۰۰۸ |
| کودک وحشی                         |                  | ۲۰۰۸ |
| سال یکم                           | اما              | ۲۰۰۹ |
| کراکز                             | دی رادفیلد       | ۲۰۰۹ |
| آقای نوبادی                       | آنا ۱۵ ساله      | ۲۰۰۹ |
| سنت ترینیان ۲: افسانه طلای فریتون | سیلیا            | ۲۰۰۹ |
| گرین‌برگ                           | موریل            | ۲۰۱۰ |
| کابوم                             | لندن             | ۲۰۱۰ |
| دختر کثیف                         | دانیل            | ۲۰۱۰ |
| پرندگان کوچک                      | لیلی هوبارت      | ۲۰۱۱ |
| سه تفنگدار                        | آن اتریش         | ۲۰۱۱ |
| شوالیه تاریکی برمی‌خیزد            | جین              | ۲۰۱۲ |
| قوری برنجی                        | آلیس             | ۲۰۱۲ |
| جوی قاتل                          | داتی اسمیت       | ۲۰۱۲ |
| آپارتمان‌های کوچک                  | سایمون           | ۲۰۱۲ |
| لذت بعد از ظهر                    | مکینا            | ۲۰۱۳ |
| لاولیس                            | پتسی             | ۲۰۱۳ |
| شاخ‌ها                             | مرین ویلیامز     | ۲۰۱۳ |
| مالفیسنت                          | تیستلویت         | ۲۰۱۴ |
| شهر گناه: بانویی برای کشتن        | سالی             | ۲۰۱۴ |
| نور امن                           | ویکی             | ۲۰۱۵ |
| چمن‌زار                            | مک‌کنزی           | ۲۰۱۵ |
| دور از اجتماع خشمگین              | فَنی رابین        | ۲۰۱۵ |
| عشاء ربانی سیاه                   | دبورا            | ۲۰۱۵ |
| منفورترین زن آمریکا               | رابین موری اوهیر | ۲۰۱۷ |
| واندر ویل                         | کرولاین          | ۲۰۱۷ |
| دیوانه                            | وایولت           | ۲۰۱۸ |
| متظاهران                          | ویکتوریا         | ۲۰۱۸ |
| مخابره گمشده                      | هانا             | ۲۰۱۹ |
| مالفیسنت: بانوی اهریمنی           | تیستلویت         | ۲۰۱۹ |
| پالمر                             | شلی              | ۲۰۲۱ |
| ونوم: آخرین رقص                   | دکتر تدی پین     | ۲۰۲۴ |
| مرد پشت‌بامی                       | اعلام خواهد شد   | ۲۰۲۵ |

### تلویزیون
| سال       | عنوان                          | نقش                            | یادداشت‌ها                           |
| --------- | ------------------------------ | ------------------------------ | ----------------------------------- |
| ۲۰۱۴–۲۰۱۶ | تاریخ مست                      | سیبیل لودینگتون / مریلین مونرو | قسمت‌های: «نیویورک سیتی»، «افسانه‌ها» |
| ۲۰۱۶      | واینل                          | جیمی واین                      | نقش اصلی                            |
| ۲۰۱۷      | رویاهای الکتریکی فیلیپ کی. دیک | امیلی                          | قسمت: «Autofac»                     |
| ۲۰۱۸–۲۰۱۹ | جان کثیف                       | ورونیکا نیوئل                  | نقش اصلی                            |
| ۲۰۲۰      | پرندگان کوچک                   | لوسی ساوج                      | نقش اصلی                            |
| ۲۰۲۰–۲۰۲۳ | تد لاسو                        | کیلی جونز                      | نقش اصلی                            |
| ۲۰۲۱      | آقای کورمن                     | مگان                           | قسمت ۲                              |
| ۲۰۲۱–۲۰۲۲ | پسر گرگی و کارخانه همه چیز     | نیکس                           | صداپیشه؛ قسمت ۷                     |
| ۲۰۲۲      | پیشنهاد                        | بتی مک‌کارت                     | مینی‌سریال                           |
| ۲۰۲۳–۲۰۲۴ | فارگو                          | دوروتی «دات» لیون / نادین بامپ | فصل پنجم، نقش اصلی                  |